# Maria Misericòrdia Ramon Juanpere
Maria Misericòrdia Ramon Juanpere (Reus, 1951) és biòloga, professora i política catalana.
Biòloga de formació, es va llicenciar el 1975 a la Universitat Autònoma de Barcelona i obtingué el doctorat el 1981 a la Universitat de les Illes Balears. És professora de Genètica des del 1985 a la mateixa universitat. També ha estat docent de màsters, cursos d’especialitat i de postgrau i ha publicat articles i ponències de la seva especialitat.
S'afilià al Partit Socialista de les Illes Balears l'any 1996. El juliol del 1999, el President del Govern de les Illes Balears Francesc Antich la nomenà Consellera sense cartera. Al març de 2000, i després d'aprovar una llei que permetia el president de decidir lliurement el nombre de conselleries, fou nomenada Consellera d'Innovació i Energia del Govern balear.
L'any 2009 se li atorgà un dels Premis Ramon Llull pel fet que, com a investigadora, «ha treballat en el camp de la genètica de les poblacions amb especial èmfasi en la població humana de les Illes Balears. També ha estudiat els mecanismes d’evolució que es donen a les Illes Balears amb altres espècies com ara les sargantanes».